# هور جون (مسلسل تلفزيوني)
هور جون (بالكورية: 허준)؛ مسلسل تلفزيوني كوري جنوبي عن حياة الطبيب هيو جون في عصر جوسون، بث على قناة MBC عام 1999 إلى 2000.

## القصة
تدور أحداث القصة في جوسون، بشكل أساسي في عهد الملك سيونجو، بعد 50 عامًا من وفاة جانغ كيوم (التي اشتهرت بأنها أول طبيبة في جوسون.

## بطولة

### طاقم التمثيل:[3]
- جيون كوانغ ليول - هيون جون
- هوانج سو جيونج - مدام يو جين
- لي سون جاي- يوو يي تاي
- بارك جونغ سو - زوجة يو أوي تاي
- كيم بيونغ سي_ يوو دو جي
- جيونج ووك - كيم مين سي
- جو هيون - والد هيو جون
- جونغ هاي صن - والدة هيون جون
- هونغ سو مين - دا هي
- جو كيونج هوان - يانغ يي سو
- بارك تشان هوان - سيون جو
- ليم هيون شيك - ليم أوه كيون
- لي هي دو - كو ايل سيو
- تشوي ران- هونغ شون يي
- هان إن سو - آهن كوانغ
- جانغ سيو هي - ين بين

## الاستقبال
حقق المسلسل نجاحا كبيرا في كوريا الجنوبية، مسجلا نسبة 63.5% على الصعيد الوطني، وهو في قائمة اعلى 50 مسلسل تلفزيوني في نسب المشاهدة برقم 5 من اصل 50.

## روابط خارجية
هور جون على موقع IMDb (الإنجليزية)
- هور جون على موقع قاعدة بيانات الفيلم (الإنجليزية)